# Grease: The Original Soundtrack from the Motion Picture
Grease: The Original Soundtrack from the Motion Picture är filmmusiken från filmen Grease, utgiven 1978 på Polydor Records. Låten "You're the One That I Want" toppade listorna i USA och Storbritannien med John Travolta och Olivia Newton-John. 2008 hade över 28 miljoner exemplar sålts världen över.

## Låtlista

### Sida 1
| Nr | Titel                      | Kompositör                      | Sång                                 | Längd |
| -- | -------------------------- | ------------------------------- | ------------------------------------ | ----- |
| 1. | Grease                     | Barry Gibb                      | Frankie Valli                        | 3:24  |
| 2. | Summer Nights              | Jim Jacobs och Warren Casey     | John Travolta och Olivia Newton-John | 3:35  |
| 3. | Hopelessly Devoted to You  | John Farrar                     | Olivia Newton-John                   | 3:04  |
| 4. | You're the One That I Want | John Farrar                     | John Travolta och Olivia Newton-John | 2:48  |
| 5. | Sandy                      | Louis St. Louis och Scott Simon | John Travolta                        | 2:31  |

### Sida 2
| Nr  | Titel                                      | Kompositör                      | Sång                                                          | Längd |
| --- | ------------------------------------------ | ------------------------------- | ------------------------------------------------------------- | ----- |
| 6.  | Beauty School Dropout                      | Jim Jacobs och Warren Casey     | Frankie Avalon                                                | 3:59  |
| 7.  | Look at Me, I'm Sandra Dee                 | Jim Jacobs och Warren Casey     | Stockard Channing, Didi Conn, Dinah Manoff och Jamie Donnelly | 1:40  |
| 8.  | Greased Lightnin'                          | Jim Jacobs och Warren Casey     | John Travolta                                                 | 3:13  |
| 9.  | It's Raining on Prom Night                 | Jim Jacobs och Warren Casey     | Cindy Bullens                                                 | 2:51  |
| 10. | Alone at the Drive-in Movie (instrumental) | Jim Jacobs och Warren Casey     | --                                                            | 2:24  |
| 11. | Blue Moon                                  | Richard Rodgers och Lorenz Hart | Sha-Na-Na                                                     | 2:18  |

### Sida 3
| Nr  | Titel                        | Kompositör                      | Sång                              | Längd |
| --- | ---------------------------- | ------------------------------- | --------------------------------- | ----- |
| 12. | Rock n' Roll Is Here to Stay | David White                     | Sha-Na-Na                         | 2:03  |
| 13. | Those Magic Changes          | Jim Jacobs and Warren Casey     | Sha-Na-Na                         | 2:18  |
| 14. | Hound Dog                    | Jerry Leiber and Mike Stoller   | Sha-Na-Na                         | 1:24  |
| 15. | Born to Hand Jive            | Jim Jacobs and Warren Casey     | Sha-Na-Na                         | 4:37  |
| 16. | Tears on My Pillow           | Sylvester Bradford and Al Lewis | Sha-Na-Na                         | 2:02  |
| 17. | Mooning                      | Jim Jacobs and Warren Casey     | Louis St. Louis and Cindy Bullens | 4:37  |

### Sida 4
| Nr  | Titel                                          | Kompositör                          | Sång                                 | Längd |
| --- | ---------------------------------------------- | ----------------------------------- | ------------------------------------ | ----- |
| 18. | Freddy, My Love                                | Jim Jacobs and Warren Casey         | Cindy Bullens                        | 4:37  |
| 19. | Rock n' Roll Party Queen                       | Jim Jacobs and Warren Casey         | Louis St. Louis                      | 2:11  |
| 20. | There Are Worse Things I Could Do              | Jim Jacobs and Warren Casey         | Stockard Channing                    | 2:22  |
| 21. | Look at Me, I'm Sandra Dee (reprise)           | Jim Jacobs and Warren Casey         | Olivia Newton-John                   | 1:28  |
| 22. | We Go Together                                 | Jim Jacobs and Warren Casey         | John Travolta and Olivia Newton-John | 3:00  |
| 23. | Love Is a Many Splendored Thing (instrumental) | Sammy Fain and Paul Francis Webster | —                                    | 1:23  |
| 24. | Grease (reprise)                               | Barry Gibb                          | Frankie Valli                        | 4:37  |

## CD-utgåva
På CD kom musiken två gånger i USA. Först i april 1991, i samma version som 1978 års LP-skiva. I september 2003 släpptes den på PolyGram som digitallt-remastrad "Deluxe Edition" på dubbel-CD, med bonusspår. Precis som på LP kommer inte musiken i samma ordning som i filmen på CD.
| 1.  | Grease (Instrumental version)                                                     | Barry Gibb                                                 | Gary Brown, saxofon                              | 3:23 |
| 2.  | Summer Nights (Sing-a-long version)                                               | Jim Jacobs and Warren Casey                                | –                                                | 3:34 |
| 3.  | Hopelessly Devoted to You (Sing-a-long version)                                   | John Farrar                                                | –                                                | 3:03 |
| 4.  | You're the One I Want (Sing-a-long version)                                       | John Farrar                                                | –                                                | 2:32 |
| 5.  | Sandy (Sing-a-long version)                                                       | Louis St. Louis and Scott Simon                            | –                                                | 2:30 |
| 6.  | Greased Lightnin' (Singelversion)                                                 | Jim Jacobs and Warren Casey                                | John Travolta                                    | 3:20 |
| 7.  | Rydell Fight Song (Tidigare otugiven, instrumental)                               | Jim Jacobs and Warren Casey                                | –                                                | 0:20 |
| 8.  | Greased Up and Ready to Go (Tidigare otugiven, instrumental)                      | Jim Jacobs and Warren Casey                                | –                                                | 4:49 |
| 9.  | Grease Megamix ("You're the One That I Want"/"Greased Lightnin'"/"Summer Nights") | John Farrar / Jim Jacobs and Warren Casey                  | John Travolta and Olivia Newton-John             | 4:48 |
| 10. | Grease Dream Mix ("Grease"/"Sandy"/"Hopelessly Devoted to You")                   | Barry Gibb / Louis St. Louis and Scott Simon / John Farrar | Frankie Valli, John Travolta, Olivia Newton-John | 3:45 |
| 11. | Summer Nights (Martian remix)                                                     | Jim Jacobs and Warren Casey                                | John Travolta and Olivia Newton-John             | 3:37 |
| 12. | You're the One That I Want (Martian remix)                                        | John Farrar                                                | John Travolta and Olivia Newton-John             | 3:25 |

## Medverkande
- Frankie Valli – sång ("Grease")
- Barry Gibb – sång ("Grease")
- Peter Frampton – gitarr ("Grease")
- Gary Brown – saxofon (instrumentalversion) ("Grease")
- Karl Richardson – Tekniker ("Grease")
- Olivia Newton-John – sång
- John Travolta – sång

### Fotnoter
1. ↑  Fong-Torres, Ben (5 oktober 1978). ”Al Coury Owns Number One”. Rolling Stone (Straight Arrow Publishers, Inc.) (275):  sid. 40.
2. ↑  ”Those chart busters”. The Hindustan Times. 9 december 2008. Arkiverad från originalet den 21 maj 2009. https://archive.is/20090521191026/http://www.hindustantimes.com/StoryPage/StoryPage.aspx?sectionName=NLetter&id=40e182fc-061c-43d5-832e-ff930aa4a508&Headline=Those+chart+busters. Läst 18 april 2009.